# Brussel Bad
Brussel Bad (Frans: Bruxelles-les-Bains) was een jaarlijks zomerevenement, georganiseerd door Stad Brussel tussen 2003 en 2019.
Tussen juli en augustus vinden er gedurende 4 à 5 weken sport- en spelactiviteiten plaats op de Akenkaai. Er worden zandstranden aangelegd met palmbomen. Het idee is afkomstig van Freddy Thielemans, toenmalig burgemeester van Brussel, en geïnspireerd op Paris Plages in Parijs. Door werken aan het nieuwe museum voor hedendaagse en moderne kunst Kanal zal Brussel Bad in 2019 echter uitwijken naar een andere locatie.
In 2015 trok het evenement ongeveer 350.000 bezoekers.

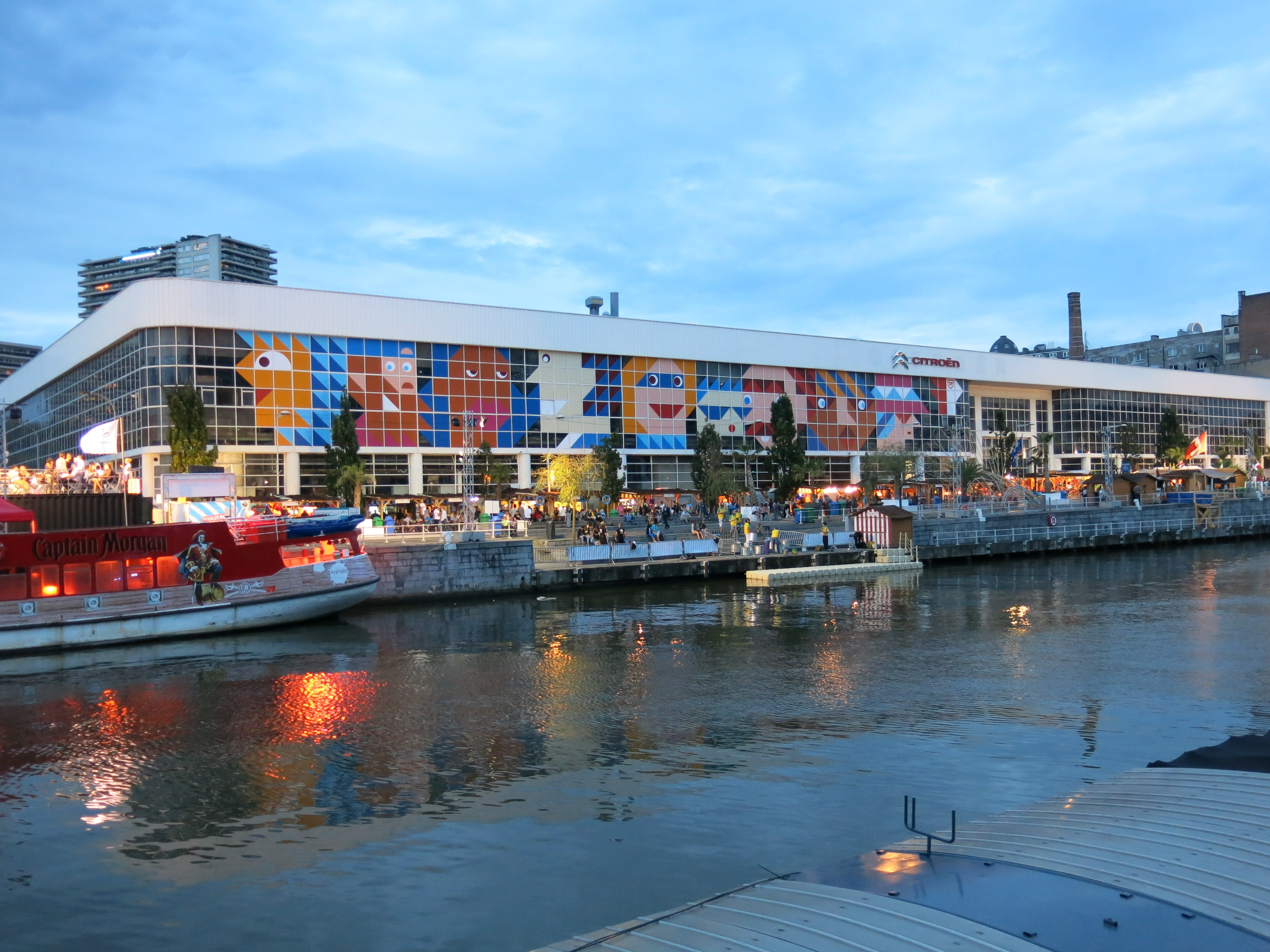
Uitzicht vanaf de overzijde van het kanaal
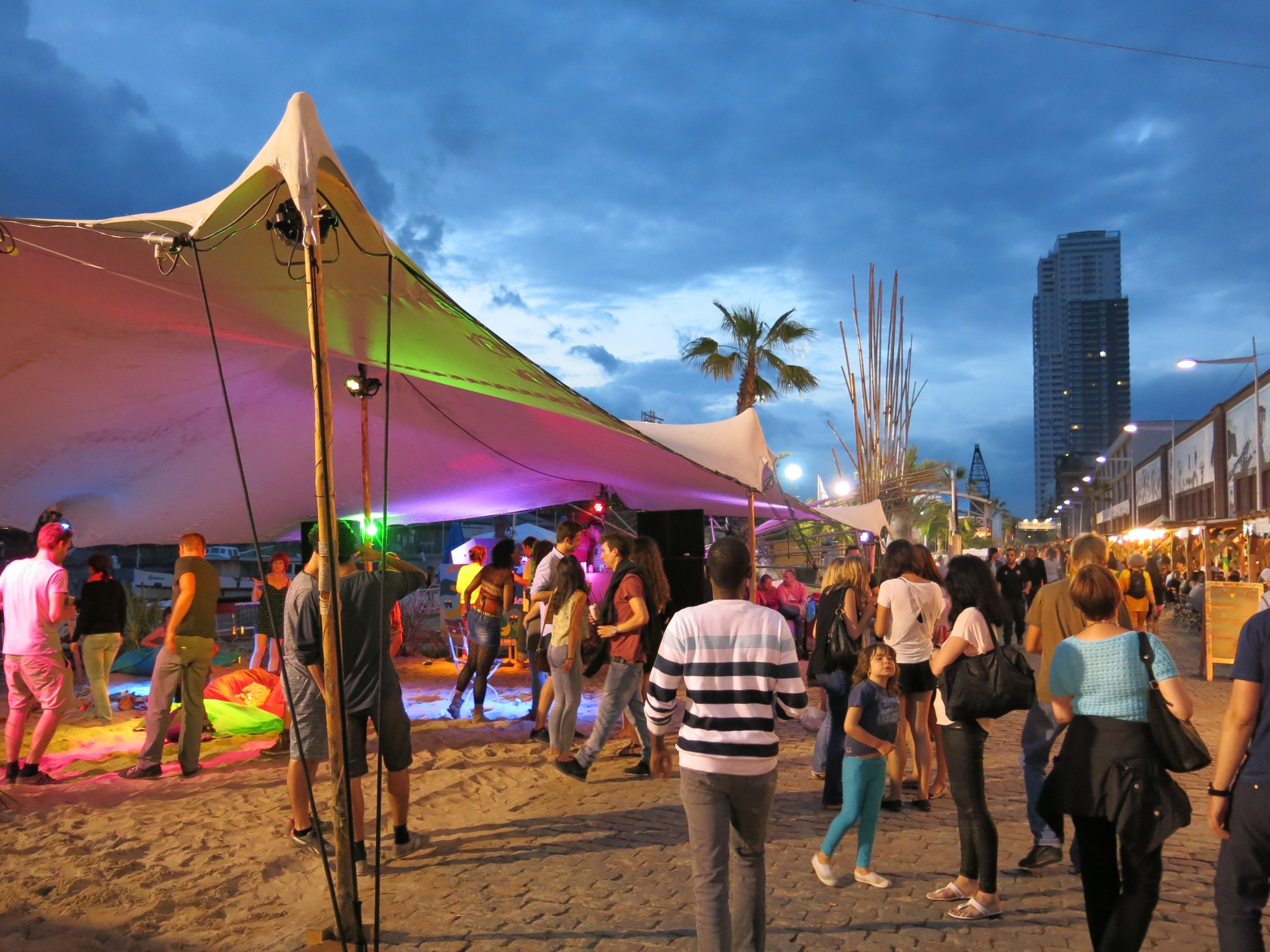
Exotische sfeer op Brussel bad

## Jaren
Brussel Bad werd georganiseerd in de volgende jaren:
- 2003 (van vrijdag 1 augustus tot zondag 31 augustus)
- 2004 (van vrijdag 23 juli tot zondag 22 augustus)
- 2005 (van vrijdag 22 juli tot zondag 21 augustus)
- 2006 (van vrijdag 14 juli tot zondag 13 augustus)
- 2007 (van vrijdag 13 juli tot zondag 12 augustus)
- 2008 (van vrijdag 18 juli tot zondag 17 augustus)
- 2009 (van vrijdag 17 juli tot zondag 23 augustus)
- 2010 (van vrijdag 2 juli tot zondag 22 augustus)
- 2011 (van vrijdag 1 juli tot zondag 7 augustus)
- 2012 (van vrijdag 6 juli tot zondag 12 augustus)
- 2013 (van vrijdag 5 juli tot zondag 11 augustus)
- 2014 (van vrijdag 4 juli tot zondag 10 augustus)
- 2015 (van vrijdag 3 juli tot zondag 9 augustus)
- 2016 (van vrijdag 1 juli tot zondag 7 augustus)
- 2017 (van vrijdag 7 juli tot zondag 13 augustus)
- 2018 (van vrijdag 6 juli tot zondag 12 augustus)